# Леонардо Костальйола
Леонардо Костальйола (італ. Leonardo Costagliola, 27 жовтня 1921, Таранто — 7 березня 2008, Флоренція) — колишній італійський футболіст, воротар. По завершенні ігрової кар'єри — футбольний тренер.
Як гравець насамперед відомий виступами за клуб «Фіорентина», а також національну збірну Італії.

## Клубна кар'єра
У дорослому футболі дебютував 1938 року виступами за команду клубу «Про Італія» (Таранто), в якій провів два сезони, взявши участь у 41 матчі чемпіонату.
Згодом з 1940 по 1948 рік грав у складі команд клубів «Барі» та «Конверсано».
1948 року перейшов до клубу «Фіорентина», за який відіграв 7 сезонів. Більшість часу, проведеного у складі «Фіорентини», був основним голкіпером команди. Завершив професійну кар'єру футболіста виступами за команду «Фіорентина» у 1955 році.

## Виступи за збірну
1953 року дебютував в офіційних матчах у складі національної збірної Італії. Протягом кар'єри у національній команді, яка тривала усього 2 роки, провів у формі головної команди країни 3 матчі, пропустивши 2 голи. У складі збірної був учасником чемпіонату світу 1954 року у Швейцарії.

## Кар'єра тренера
Розпочав тренерську кар'єру невдовзі по завершенні кар'єри гравця, 1957 року, очоливши тренерський штаб клубу «Таранто».
Надалі очолював команди клубів «Фоджа», «Сіракуза» та «Казертана».
Останнім місцем тренерської роботи був клуб «Модена», команду якого Леонардо Костальйола очолював як головний тренер до 1973 року.